# Герб Корюківського району
Герб Корю́ківського райо́ну — символ самоврядування Корюківського району Чернігівської області, що затверджений восьмою сесією Корюківської районної ради шостого скликання від 26 вересня 2011 року.
Автор кінцевого варіанту герба — А. Ґречило.

## Опис герба
Герб Корюківського району являє собою геральдичний скошений зліва щит (закруглений знизу квадрат, розділений на дві частини). У верхньому пурпуровому полі зображено козацькі клейноди: три перехрещені золоті гетьманські булави у формі зірки руків’ями вниз, у нижньому зеленому полі стоїть на одній нозі срібний лелека з червоними дзьобом і ногами та чорним оперенням на крилах і хвості.
Великий Герб Корюківського району: щит з гербом району охоплює вінок із зелених гілок дуба з плодами, золотих пшеничних колосків та червоного кетяга калини, перевитий синьою стрічкою із золотим написом «КОРЮКІВСЬКИЙ РАЙОН»; щит увінчано золотою районною короною.
Малий Герб являє собою гербовий щит Корюківського району без супровідного орнаменту-обрамлення. 

## Пояснення символіки
Гетьманські булави підкреслюють козацькі традиції району. (Корюківщина в різний час була ранговим поселенням трьох визначних діячів української історії, відомих гетьманів України — І.Самойловича, І.Мазепи, П.Полуботка). Золотий колір булави — символ слави і багатства, що уособлює славні сторінки історії району, надії на велич і процвітання в майбутньому.
Зелена барва символізує життя, багатство природи, врожай і статок, а білий лелека на зеленому фоні, як символ пильності (Корюківський район прикордонний), оберіг свого роду, символ любові до рідної землі, продовження роду та оновлення буття, воскресіння природи і всього живого (Корюківський район постраждав у наслідок аварії на ЧАЕС).
У Великому Гербі пшеничні колоски означають розвинуте сільське господарство, зелене дубове листя з його плодами — місцеві ліси, характерне для району розвинуте лісове господарство, виробництво шпалер та переробку деревини.
Кетяг червоної калини символізує героїзм, мужність та патріотичне минуле жителів району у роки Великої Вітчизняної війни і нагадує про Корюківську трагедію. Оповита навколо вінка стрічка блакитного кольору з написом золотистими літерами «Корюківський район» відтворює барви Державного Прапора України.
Щит увінчує стилізована золота районна корона, що вказує на приналежність герба саме району (зубці корони вирішені у формі листків дерев). Таким чином, символи району відображають природні особливості, історичну і сучасну символіку краю, вказують на його адміністративний статус.

## Затвердження
|  | Про символіку Корюківського району Відповідно до Указу Президента України від 18 травня 2000 року № 694/2000 «Про впорядкування геральдичної справи в Україні», «Методичних рекомендацій з питань геральдики і прапорництва областей, районів, районів у містах та територіальних громад міст, селищ і сіл (територіальні і муніципальні символи)», враховуючи пропозиції Українського Геральдичного Товариства, історичні, культурні, соціально-економічні та інші місцеві особливості і традиції району; результати проведеного конкурсу, пропозиції конкурсної комісії з підготовки та проведення конкурсу на найкращі ескізи герба та прапора Корюківського району, рекомендації постійних комісій районної ради, керуючись статтею 22, пунктом 14 частини 1 статті 43 Закону України «Про місцеве самоврядування в Україні», районна рада вирішила: 1. Затвердити та ввести в дію символіку Корюківського району: 1.1. Герб Корюківського району (Великий та Малий) (додаток 1); 1.2. Прапор Корюківського району (додаток 2). 2. Затвердити Положення «Про зміст, опис та порядок використання Герба та Прапора Корюківського району» (додаток 3). 3. Доручити районній державній адміністрації: 3.1. Виготовити оригінали Герба та Прапора району, які відповідно до затвердженого Положення «Про зміст, опис та порядок використання Герба та Прапора Корюківського району» зберігати у голови Корюківської районної ради. 3.2. Встановити зображення Герба району на головному фасаді адміністративного будинку Корюківської районної ради, у залі сесійних засідань та протягом 2011-2014 років на межах сполучень Корюківського району з іншими районами Чернігівської області. 3.3. Забезпечити роз’яснювальну роботу через засоби масової інформації про значення символіки району, проведення в навчальних закладах занять по ознайомленню з історією та символікою Корюківського району. 3.4. Впровадити символіку в життя району згідно з Положенням «Про зміст, опис та порядок використання Герба та Прапора Корюківського району». 3.5. Передбачити в районному бюджеті видатки на виконання даного рішення. 4. Районній газеті «Маяк» опублікувати рішення, графічне зображення Герба, Прапора району, «Положення про зміст, опис та порядок використання символіки району» для широкого ознайомлення громадськості. 5. Вважати, що Герб, Прапор Корюківського району є символами територіальних громад району і до їх зображення слід ставитись з пошаною. 6. Звернутись до Комісії державних нагород та геральдики при Президентові України щодо включення символіки Корюківського району до Державного геральдичного реєстру України. 7. Контроль за виконанням рішення покласти на постійну комісію з питань законності, правопорядку, регламенту та депутатської етики. Голова районної ради М.І.Баклажко |